# 799
Évszázadok: 7. század – 8. század – 9. század
Évtizedek: 740-es évek – 750-es évek – 760-as évek – 770-es évek – 780-as évek – 790-es évek – 800-as évek – 810-es évek – 820-as évek – 830-as évek – 840-es évek
Évek: 794 – 795 – 796 – 797 –  798 – 799 – 800 – 801 – 802 – 803 – 804

## Események

### Európa
- Eric friuli herceg megtámadja a dalmáciai horvátokat. Višeslav fejedelem Trsat (ma Rijeka része) várába húzódik vissza, amit Eric ostrom alá vesz, de az egyik roham során a védők megölik a herceget, a frankok pedig elvonulnak. Nagy Károly Hunfridot nevezi ki Friuli élére, aki először használja az Isztria őrgrófja címet is.
- Az avarok fellázadnak a frank uralom ellen. Az ellenük vonuló Gerold bajor prefektust az egyik összecsapásban megölik.
- Egy körmenet során III. Leó pápát megtámadják elődje, Adorján őt alkalmatlannak tartó rokonai. Megpróbálják kiszúrni a szemeit és kivágni a nyelvét, de a sérült pápát sikerül kimenekíteni támadói közül. Leó előbb Winiges spoletói herceghez, majd a Paderbornban tartózkodó Nagy Károlyhoz menekül. A király erős kíséretet ad mellé és a pápa visszatér Rómába.
- Nagy Károly megalapítja a Paderborni püspökséget.
- Vikingek fosztják ki a Noirmoutier szigetén (a mai Franciaország nyugati partjainál) lévő kolostort.
- Eardwulf northumbriai király trónja továbbra is bizonytalan; megöleti az ellene fellépő egyik arisztokratát, Mollt (a meggyilkolt I. Æthelred király rokonát). Helyzetét némileg megerősíti, hogy meghal elődje, az elűzött és piktekhez menekült Osbald.

### Amerika
- Trónra lép III. Janaab Pakal, Palenque utolsó ismert királya. A maja városállam már régóta hanyatló fázisába lépett, új építkezésekre nem kerül sor.

## Halálozások
- április 13. - Paulus diakónus, longobárd történetíró
- Eric, friuli herceg
- Gerold, bajor prefektus
- Músza al-Kázim, síita imám
- Osbald, northumbriai király

## Fordítás
- Ez a szócikk részben vagy egészben  a(z)   799 című angol Wikipédia-szócikk ezen változatának fordításán alapul.  Az eredeti cikk szerkesztőit annak laptörténete sorolja fel. Ez a jelzés csupán a megfogalmazás eredetét és a szerzői jogokat jelzi, nem szolgál a cikkben szereplő információk forrásmegjelöléseként.